# Barbu, Norge
Barbu är en  ort i Arendals kommun i Agder fylke i södra Norge. Orten utgör en stadsdel inom Arendal. Här finns Barbu kyrka.
Orten utgjorde tidigare centralort i dåvarande Barbu kommun i Aust-Agder fylke.

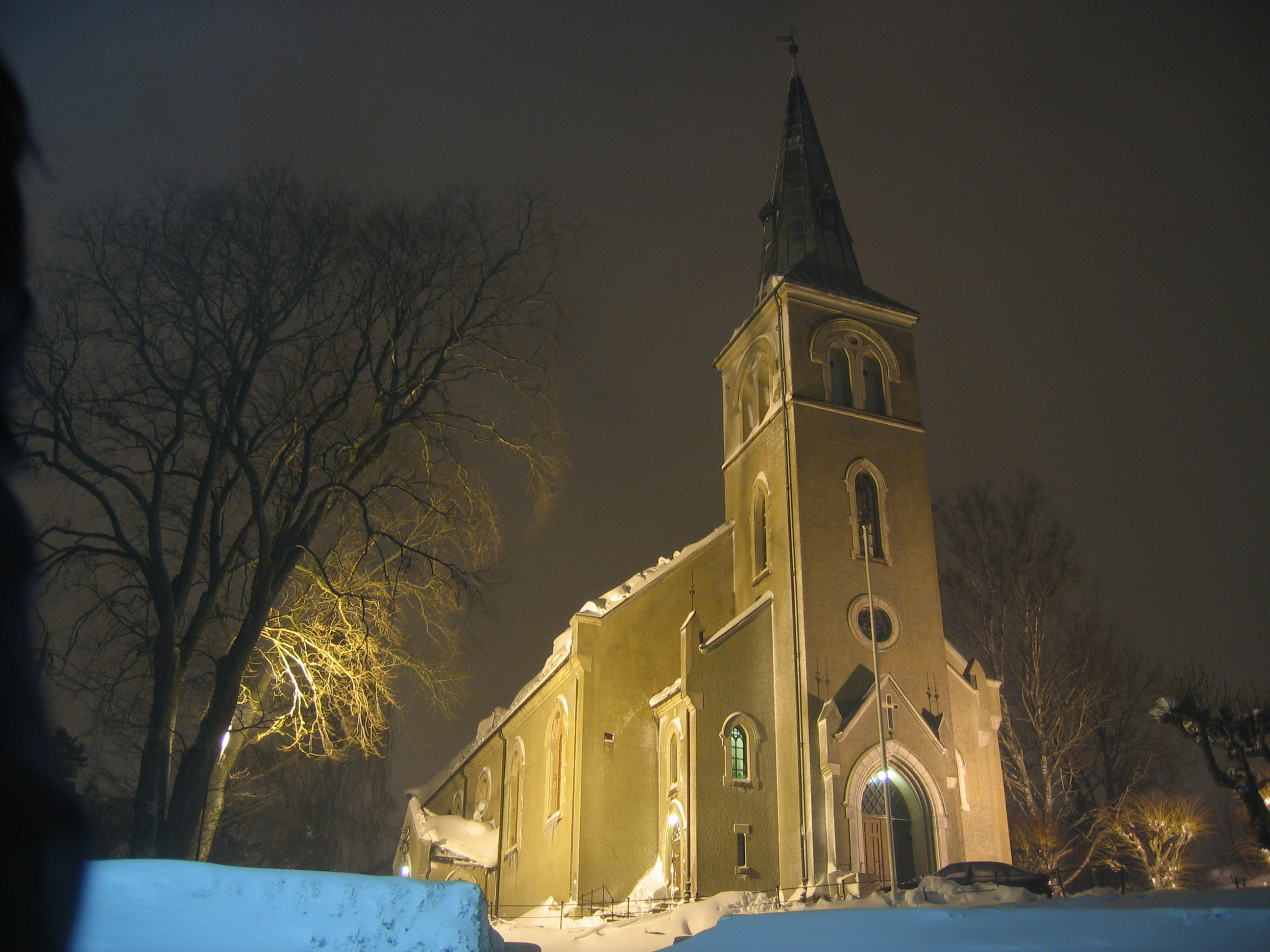
Barbu kyrka.